# Hardinsburg (Indiana)
Pour les articles homonymes, voir Hardinsburg.
La ville de Hardinsburg est située dans le comté de Washington, dans l’État de l’Indiana, aux États-Unis. Sa population était de 248 habitants lors du recensement de 2010, estimée à 243 habitants en 2016.

## Histoire
Hardinsburg a été établie en 1838 par Aaron Hardin, qui tenait un magasin avant la fondation de la localité, et nommée d’après lui. Hardinsburg a été incorporée en tant que town en 1849.
Le bureau de poste de Hardinsburg a ouvert en 1838.